# Jennifer Balakrishnan
Pour les articles homonymes, voir Balakrishnan.
Jennifer Shyamala Sayaka Balakrishnan est une mathématicienne américaine connue pour avoir dirigé une équipe qui a résolu le problème de la « courbe maudite », une équation diophantienne qui était « notoirement difficile » avant leur solution. Plus généralement, Balakrishnan est spécialisée dans la théorie algorithmique des nombres et la géométrie arithmétique. Elle est Clare Boothe Luce Associate Professor à l'université de Boston,.

## Formation et carrière
Balakrishnan est née à Mangilao, Guam de Narayana et Shizuko Balakrishnan; son père est professeur de chimie à l'université de Guam,. En tant que junior à la Harvest Christian Academy (en), Balakrishnan a remporté une mention honorable au concours Karl Menger Memorial Award 2001, pour le meilleur projet mathématique de la Foire internationale des sciences et de l'ingénierie d'Intel. Son projet concernait les systèmes de coordonnées elliptiques. L'année suivante, elle a gagné la Compétition de Calcul d'Élève de Lycée nationale, donnée dans le cadre des Olympiades mathématiques américaines (en).
Balakrishnan est diplômée de l'université Harvard en 2006, avec à la fois un bachelor magna cum laude et une maîtrise en mathématiques. Elle a déménagé au Massachusetts Institute of Technology pour ses études de doctorat, terminant son doctorat en 2011. Sa thèse, intitulée Coleman integration for hyperelliptic curves: algorithms and applications, a été supervisée par Kiran Kedlaya,.
Elle est retournée à Harvard pour des études postdoctorales de 2011 à 2013, puis a déménagé à l'université d'Oxford de 2013 à 2016, où elle a été Junior Research Fellow au Balliol College et Titchmarsh Research Fellow au Mathematical Institute (en). Elle est devenue professeure adjointe Clare Booth Luce à l'université de Boston en 2016 et professeure associée Clare Booth Luce en 2021,.
Balakrishnan est l'un des principaux chercheurs de la Simons Collaboration on Arithmetic Geometry, Number Theory, and Computation, une grande collaboration multiuniversitaire impliquant l'Université de Boston, Harvard, le MIT, l'université Brown et le Dartmouth College, avec des collaborateurs supplémentaires d'autres universités du États-Unis, Angleterre, Australie, Pays-Bas et Canada. Elle siège également au conseil d'administration de la Number Theory Foundation (en) et aux comités de rédaction de Research in Number Theory (en) et Mathematics of Computation,,. Elle siège au Conseil consultatif scientifique de l'Institut de recherche computationnelle et expérimentale en mathématiques (en) (ICERM).

## Contributions
En 2017, Balakrishnan a dirigé une équipe de mathématiciens pour résoudre la "courbe maudite" {\displaystyle X_{s}(13)}. Cette courbe est modélisée par l'équation
{\displaystyle y^{4}+5x^{4}-6x^{2}y^{2}+6x^{3}z+26x^{2}yz+10xy^{2}z-10y^{3}z-32x^{2}z^{2}-40xyz^{2}+24y^{2}z^{2}+32xz^{3}-16yz^{3}=0}
et, comme c'est une équation diophantienne, le problème est d'identifier toutes les combinaisons de nombres rationnels pour les variables {\displaystyle x}, {\displaystyle y}, et {\displaystyle z} pour lequel l'équation est vraie. Bien qu'en tant qu'équation explicite cette courbe ait une forme compliquée, elle est significative dans la théorie des courbes elliptiques, en tant que courbe modulaire dont les solutions caractérisent le cas restant non résolu d'un théorème de Bilu, Parent & Rebolledo (2013) sur les représentations galoisiennes des courbes elliptiques sans multiplication complexe. Des calculs de Galbraith (2002) et Baran (2014) avaient précédemment identifié sept solutions à la courbe maudite (six correspondant à des courbes elliptiques à multiplication complexe, et une cuspide), mais leurs méthodes de calcul n'ont pas permis de montrer que la liste des solutions était complète,. Sur une suggestion du mathématicien d'Oxford Minhyong Kim (en), Balakrishnan et ses co-auteurs ont construit une « variété de Selmer » associée à la courbe, de sorte que les points rationnels de la courbe reposent tous également sur la variété de Selmer, et de sorte que le nombre de points d'intersection de la courbe et la variété peuvent être calculés. En utilisant cette méthode, ils ont prouvé que les sept solutions connues à la courbe maudite sont les seules possibles Ce travail a été initialement rapporté dans la préimpression arXiv en 2017 et a été publié dans les Annals of Mathematics en 2019.
En plus de ses travaux en théorie des nombres, Balakrishnan est connue pour son travail sur la mise en œuvre d'algorithmes de théorie des nombres dans le cadre du système d'algèbre informatique SageMath.

## Prix et distinctions
Balakrishnan a reçu le poste de professeure adjointe Clare Boothe Luce en 2016. En 2018, Balakrishnan a été sélectionnée comme Sloan Research Fellow. En 2020, elle a été sélectionnée pour un NSF CAREER Award (en) de la Fondation nationale pour la science. Elle a été nommée Fellow de l'American Mathematical Society, dans la classe de boursiers 2022, « pour ses contributions à la géométrie arithmétique et à la théorie computationnelle des nombres et pour ses services à la profession ». Elle a remporté le prix de recherche AWM-Microsoft en algèbre et théorie des nombres 2022 en reconnaissance de ses « contributions exceptionnelles aux méthodes explicites de la théorie des nombres, en particulier ses progrès dans le calcul de points rationnels sur des courbes algébriques sur des champs de nombres »,,. En 2023 elle est nommée membre de l'Association for women in mathematics.

## Publications (sélection)
- Balakrishnan, Jennifer S.; Bradshaw, Robert W.; En ligneKedlaya, Kiran S (2010). "Explicit Coleman integration for hyperelliptic curves". Algorithmic number theory, 16–31, Lecture Notes in Comput. Sci., 6197, Springer, Berlin. lien Math Reviews.
- Balakrishnan, Jennifer S.; Besser, Amnon (2012). "Computing local p-adic height pairings on hyperelliptic curves". Int. Math. Rés. Pas. (IMRN), no 11, 2405–2444. lien Math Reviews.
- Balakrishnan, Jennifer S.; Besser, Amnon ; Müller, J. Steffen (2016). "Quadratic Chabauty: p-adic heights and integral points on hyperelliptic curves". J. Reine Angew. Math. 720, 51–79. lien Math Reviews.
- Balakrishnan, Jennifer S.; Dogra, Netan (2018). "Quadratic Chabauty and rational points I: p-adic heights". Avec une annexe de J. Steffen Müller. Duke Math. J 167, no 11, 1981-2038. lien Math Reviews.
- Balakrishnan, Jennifer S.; Dogra, Netan ; Muller, J. Steffen; Tuitman, Jan; Vonk, janvier (2019). "Explicit Chabauty-Kim for the split Cartan modular curve of level 13". Ann. of Math. 189, no 3, 885-944, lien Math Reviews.